# Екзаменаційна сесія
Екзаменаційна сесія — це період підбивання підсумків навчальної роботи студентів протягом семестру.
Тривалість та терміни її проведення визначаються навчальним планом (робочим навчальним планом). Під час сесії проводяться екзамени за окремим розкладом, який затверджується проректором (заступником директора) з навчальної роботи. Перерва між екзаменами, якщо вона необхідна студентам для самопідготовки, повинна становити не менше 3—4 днів. Перед кожним екзаменом обов'язково проводиться консультація.
Час і місце проведення екзамену планується з урахуванням його форми: усної чи письмової. Час і місце проведення екзамену дозволяється змінювати тільки за погодженням з деканом факультету (завідувачем відділення). Не пізніше як за місяць до початку екзаменаційної сесії деканат (відділення) ознайомлює викладачів і студентів з розкладом екзаменів і його копія вивішується на стенді деканату (відділення).
Декан факультету (завідувач відділення) може визначати індивідуальні терміни складання екзаменів студентам, у зв'язку з поважними причинами (хвороба, сімейні обставини, відрядження тощо), що підтверджені документально. Поза екзаменаційною сесією можуть скласти екзамени й студенти, які навчалися за індивідуальним графіком або виявили особливі знання протягом семестру.